# Chromatiales
Die Chromatiales bilden eine Ordnung innerhalb der Gammaproteobakterien. Wie die Mehrzahl der Proteobakterien (Pseudomonadota) sind die Arten dieser Ordnung gramnegativ. Die beiden Familien Chromatiaceae und Ectothiorhodospiraceae gehören zur nicht-taxonomischen Gruppe der Schwefelpurpurbakterien: aus Schwefelwasserstoff bilden sie durch Oxidation Sulfat.

## Merkmale
Viele Bakterien dieser Ordnung besitzen die Fähigkeit zur Photosynthese. Sie sind anaerob oder mikroaerophil und kommen in Schwefelquellen und sauerstoffarmem Wasser vor. Anders als Pflanzen oder Algen verwenden sie nicht Wasser als Reduktions-Mittel und produzieren daher keinen Sauerstoff.
Stattdessen wird Schwefelwasserstoff zu elementarem Schwefel oxidiert. Somit zählen zu den phototrophen Schwefelpurpurbakterien. Arten der Familie Halothiobacillaceae sind nicht in der Lage Energie über die Photosynthese zu gewinnen.
Arten von Chromatiaceae und Ectothiorhodospiraceae lassen sich durch die aus der Oxidation gebildeten kleinen Körnchen (Globuli) aus elementaren Schwefel unterscheiden. Vertreter von Chromatiaceae lagern sie innerhalb, Arten von Ectothiorhodospiraceae außerhalb der Zelle ab. Bei den Ectothiorhodospiraceae, wie auch den Halothiobacillaceae findet man halophile (salzliebende) und alkaliphile Arten. Alkaliphile Bakterien leben in Umgebungen mit hohem pH-Wert. Die Art Ectothiorhodospira haloalkaliphila erreicht das optimale Wachstum bei pH-Werten zwischen 8,5 und 10,0.

## Systematik
Eine Liste der 6 Familien mit einigen Gattungen (Stand Januar 2019):
- „Aquichromatiaceae“ Yang et al. 2017
  - „Aquichromatium“ Yang et al. 2017

- Chromatiaceae Bavendamm 1924
  - Allochromatium Imhoff et al. 1998
  - Chromatium Winogradsky 1888
  - Halochromatium Imhoff et al. 1998
  - Isochromatium Imhoff et al. 1998
  - Lamprobacter Gorlenko et al. 1988
  - Lamprocystis Schroeter 1886
  - Marichromatium Imhoff et al. 1998
  - Nitrosococcus Winogradsky 1892
  - Phaeochromatium Shivali et al. 2012
  - Rhabdochromatium (Winogradsky 1888) Dilling et al. 1996
  - Rheinheimera Brettar et al. 2002
  - Thermochromatium Imhoff et al. 1998
  - Thioalkalicoccus Bryantseva et al. 2000
  - Thiobaca Rees et al. 2002
  - Thiocapsa Winogradsky 1888
  - Thiococcus Imhoff et al. 1998
  - Thiocystis Winogradsky 1888
  - Thiodictyon Winogradsky 1888
  - Thioflavicoccus Imhoff & Pfennig 2001
  - Thiohalocapsa Imhoff et al. 1998
  - Thiolamprovum Guyoneaud et al. 1998
  - Thiopedia Winogradsky 1888
  - Thiophaeococcus Anil Kumar et al. 2008
  - Thiorhodococcus Guyoneaud et al. 1998
  - Thiorhodovibrio Overmann et al. 1993
  - Thiospirillum Winogradsky 1888

- Ectothiorhodospiraceae Imhoff 1984
  - Alkalilimnicola Yakimov et al. 2001
  - Alkalispirillum Rijkenberg et al. 2002
  - Aquisalimonas Márquez et al. 2007
  - Arhodomonas Adkins et al. 1993
  - Ectothiorhodosinus Gorlenko et al. 2004
  - Ectothiorhodospira Pelsh 1936
  - Halopeptonella Menes et al. 2016
  - Halorhodospira Imhoff & Suling 1997
  - Natronocella Sorokin et al. 2007
  - Nitrococcus Watson & Waterbury 1971
  - Thioalbus Park et al. 2011
  - Thioalkalivibrio Sorokin et al. 2001
  - Thiohalospira Sorokin et al. 2008
  - Thiorhodospira Bryantseva et al. 1999

- Granulosicoccaceae Lee et al. 2008
  - Granulosicoccus Lee et al. 2008
  - Sulfuriflexus Kojima & Fuji 2016

- Halorhodospiraceae Imhoff et al. 2023
  - „Halochlorospira“ Imhoff et al. 2022
  - Halorhodospira Imhoff & Süling 1997

- Halothiobacillaceae Kelly & Wood 2005
  - Halothiobacillus Kelly & Wood 2000
  - Thiofaba Mori & Suzuki 2008
  - Thiovirga Ito et al. 2005

- „Sedimenticolaceae“ Slobodkina et al. 2023[2]
  - Candidatus Endoriftia Robidart et al. 2008
mit Ca. E. persephone str. Hot96_1+Hot96_2
  - Sedimenticola Narasingarao & Häggblom 2006[3][4][5][6]
mit S. selenatireducens (Typus),[7][8][9]S. thiotaurini[10][11][12] und S. endophacoides[13]
  - Candidatus Thiodiazotropha König et al. 2016[14]
mit Ca. T. endolucinida,[15][16] Ca. T. endoloripes, Ca. T. taylori, Ca. T. weberae und Ca. T. lotti[17][18][19][6]

- Thioalkalibacteraceae Boden et al. 2017
  - Guyparkeria Boden 2017
  - Thioalkalibacter Banciu et al. 2009

- Thioalkalispiraceae Mori et al. 2011
  - Endothiovibrio Bazylinski et al. 2017
  - Thioalkalispira Sorokin et al. 2002
  - Thiohalophilus Sorokin et al. 2007
  - Thioprofundum Takai et al. 2010

- Thioprofundaceae Kojima et al. 2017
  - Sulfurivermis Kojima et al. 2017
  - Thioprofundum Takai et al. 2010

- Wenzhouxiangellaceae Wang et al. 2015
  - Wenzhouxiangella Wang et al. 2015

- Woeseiaceae Du et al. 2016
  - Woeseia Du et al. 2016

Möglicherweise stehen mehrere der Gattungen der Chromatiaceae in Wirklichkeit dieser Gruppe näher und könnten künftig hierher verschoben werden.
In silva ist die Familie Ectothiorhodospiraceae in eine eigene Ordnung Ectothiorhodospirales innerhalb der Gammaproteobacteria gestellt.